# Estación de El Triunfo (México)
El Triunfo fue una estación de trenes que se ubica en El Triunfo. El Triunfo conectaba Tabasco con Campeche. Actualmente se encuentra en abandono
La estación de trenes dejó de transportar pasajeros que se comunicaban con las ciudades de Mérida y Coatzacoalcos en Yucatán y Veracruz respectivamente.

## Historia
La estación se edificó sobre la línea Coatzacoalcos-Mérida. Fue construida por el antiguo Ferrocarril del Sureste mediante un Acuerdo Presidencial el julio de 1934, esto a través de los Ferrocarriles Nacionales de México.
Los trabajos de construcción se iniciaron a fines de 1935 utilizando la línea localizada a partir de Sarabia, sobre el Ferrocarril del Istmo de Tehuantepec. Al terminarse el estudio general de la ruta se abandonó el entronque de Sarabia adoptándose el Puerto de Coatzacoalcos como terminal occidental del Ferrocarril del Sureste.

## Sitios de interés
- Estación de El Triunfo (Tren Maya)